# SN 2003ak
SN 2003ak – supernowa odkryta 3 lutego 2003 roku w galaktyce A033246-2754. W momencie odkrycia miała maksymalną jasność 25,80m.